# Список кардиналов, возведённых папой римским Николаем IV
Кардиналы, возведённые Папой римским Николаем IV — 6 прелатов, клириков и мирян были возведены в сан кардинала на одной Консистории за четырёхлетний понтификат Николая IV.

## Консистория от 16 мая 1288 года
- Берардо Берарди, епископ Озимо (кардинал-епископ Палестрины) (Папская область);
- Юг Эслен де Бийом, O.P., магистр Священного дворца (кардинал-священник церкви Санта-Сабина) (Папская область);
- Маттео д’Акваспарта, O.F.M., 12-й генеральный министр своего ордена (Сан-Лоренцо-ин-Дамазо) (Папская область);
- Пьетро Перегроссо, вице-канцлер Святой Римской Церкви (кардинал-дьякон с титулярной диаконией Сан-Джорджо-ин-Велабро) (Папская область);
- Наполеоне Орсини (кардинал-дьякон с титулярной диаконией Сант-Адриано) (Папская область);
- Пьетро Колонна, (кардинал-дьякон с титулярной диаконией Сант-Эустакьо) (Папская область)[1].